# Phrynarachne fatalis
Phrynarachne fatalis är en spindelart som beskrevs av O. Pickard-Cambridge 1899. Phrynarachne fatalis ingår i släktet Phrynarachne och familjen krabbspindlar.
Artens utbredningsområde är Sri Lanka. Inga underarter finns listade i Catalogue of Life.